# EuroFlow
EuroFlow je asociace, která byla založena v roce 2005 jako EU-FP6 financovaný projekt, který byl odstartován na jaře roku 2006. Zpočátku bylo Euroflow tvořeno 18 dignostickými výzkumnými skupinami a dvěma SME (anglicky Small an Medium Enterprises, česky Malé a střední podniky), celkově z 8 různých evropských zemí, se vzájemně se doplňujícími znalostmi na poli průtokové cytometrie a imunofenotypizace leukémií. Během roku 2012 obě SME projekt opustily a EuroFlow tak zanechaly plně vědecky nezávislým. Cílem EuroFlow je inovace a standardizace průtokové cytometrie tak, aby došlo ke zlepšení a pokroku při diagnóze a individualizaci léčby pacientů trpících zhoubnými nádorovými onemocněními krevního původu (dále hematologické malignity, například leukémie a lymfomy).

## Historie
Od 90. let se imunofenotypizace pomocí protilátek konjugovaných s fluorochromy a jejich následná detekce průtokovým cytometrem stala preferovanou metodou při diagnóze hematologických malignit. Výhodou této metody je rychlost a nenáročnost a také možnost detekovat vice jak 6 parametrů současně, dále také široká aplikovatelnost v lékařské diagnostice a přesné zaměření na nádorové populace. Vzhledem k rychlému vývoji nových protilátek, fluorochromů a mnohobarevných digitálních cytometrů se stalo důležitou otázkou, jak cytometrická data správně interpretovat a jak dosáhnout standardizovaných a srovnatelných výsledků mezi laboratořemi. I přesto, že byl zaveden jistý konsensus doporučení a směrnic, jednalo se jen o částečnou standardizaci, nebral se ohled na různé zdroje reagencií (hlavně klony protilátek, fluorochromy a jejich optimální kombinace) nebo na postup přípravy vzorků. Vzhledem k těmto mezilaboratorním rozdílům je cytometrie vnímána jako metoda vysoce závislá na odbornosti s limitovanou reprodukovatelností při studiích probíhajících ve více centrech.

## Cíle Euroflow
- Vývoj a validace nových protilátek
- Zavedení nové technologie založené na kuličkových testech (sendvičové imunostanovení na kuličkách)
- Vývoj nových softwarových nástrojů a z toho plynoucí nové analytické přístupy pro rozpoznávání komplexních imunofenotypových vzorců
- Design nových vícebarevných protokolů a standardních operačních procedur (SOP)
- Vývoj a standardizace rychlé, přesné a vysoce citlivé průtokové cytometrie[1]

### Dosažené cíle
Během uplynulých let dosáhlo EuroFlow většiny svých cílů. Ustanovilo osmibarevné panely protilátek pro diagnostiku, klasifikaci a následné kontrolní vyšetření hematologických malignit. Panely jsou tvořeny testovací zkumavkou a několika doplňujícími charakterizačními zkumavkami a jsou založeny na zkušenostech a literatuře. Jsou i nadále optimalizovány a rozsáhle testovány na velkých souborech vzorků paralelně v několika výzkumných centrech konsorcia EuroFlow. Proběhla selekce fluorochromů i standardizace nastavení přístroje a laboratorních protokolů, tedy celkový vývoj standardizovaných operačních procedur. Klony protilátek a fluorochromy a další reagencie od různých výrobců byly podstoupeny detailnímu testování a srovnání. Zároveň byl pro analýzu těchto obsáhlých a komplexních dat vyvinutý software schopný multidimenzionálního statistického srovnávání dat normálních vzorků (zdravých kontrol) se vzorky pacientů. Dále byly vyvinuté nové klony protilátek proti pečlivě vybraným epitopům fúzních proteinů, které jsou typické pro chromozomální translokace (detekce nejfrekventovanějších fúzních proteinů) při akutních leukémiích a chronické myeloidní leukémie a byla zavedená detekce fúzních proteinů pomocí kuličkových testů